# Senecio keniodendron
Senecio keniodendron is een plantensoort uit de composietenfamilie. Deze soort is inheems in de alpiene zones van Mount Kenya, op hoogten tussen de 3900 en 4500 meter. Dit is iets hoger dan Senecio keniensis, maar hun hoogten overlappen wel en hier ontstaan gemakkelijk kruisingen tussen de twee soorten.
Dode bladeren vallen niet af, maar beschermen de stengel/stam tegen vorst.
... · 
S. alpinus · 
S. bosniacus · 
S. doronicum · 
S. fluviatilis (Rivierkruiskruid) · 
S. glastifolius · 
S. halleri · 
S. haworthii · 
S. helenitis (Spatelkruiskruid) · 
S. inaequidens (Bezemkruiskruid) · 
S. incanus · 
S. keniensis · 
S. keniodendron · 
S. ovatus (Schaduwkruiskruid) · 
S. squalidus (Glanzend kruiskruid) · 
S. sylvaticus (Boskruiskruid) · 
S. triangularis · 
S. vernalis (Oostelijk kruiskruid) · 
S. viscosus (Kleverig kruiskruid) · 
S. vulgaris (Klein kruiskruid) · 
S. wootonii · 
...